# Allan Michaelsen
Allan Richard Michaelsen (2. november 1947 – 2. marts 2016) var en dansk fodboldspiller, og senere fodboldtræner. Han spillede otte A-landskampe for Danmarks fodboldlandshold, med et mål til følge. Han blev i 1969 kåret til Årets Fodboldspiller i Danmark.
Han var far til fodboldspilleren Jan Michaelsen.
Allan blev i november 2006 ansat som ny sportschef i B 1903. Han stoppede 30. april 2015 i B 1903. Han blev 1. maj 2015 tilknyttet/ansat i FC København, med ansvar for "skills-træning" fra U14 og frem.
Allan Michaelsen afgik ved døden efter længere tids sygdom natten til 2. marts 2016.